# Ivan Ivanovich Maslennikov
Ivan Ivanovich Maslennikov (tiếng Nga: Иван Иванович Масленников; 16 tháng 9 năm 1900 - 16 tháng 4 năm 1954) là một tướng lĩnh quân đội Liên Xô và chỉ huy NKVD cấp Tập đoàn quân và Phương diện quân trong Thế chiến thứ hai, hàm Đại tướng. Khởi đầu sự nghiệp là một sĩ quan Hồng quân chuyên nghiệp, Maslennikov được chuyển sang hệ thống an ninh NKVD vào năm 1928, và phục vụ tại đó cho đến khi Đức xâm lược Liên Xô năm 1941, thăng tiến từ một chỉ huy phân đội du kích đến chỉ huy quân sự của NKVD. Sau một sự nghiệp xen lẫn quân đội và an ninh trong Chiến tranh Vệ quốc Vĩ đại, ba năm sau chiến tranh, Maslennikov trở lại NKVD năm 1948 và ở lại đó, bất chấp những thay đổi chính trị, cho đến khi ông tự sát vào năm 1954.

## Tiểu sử

### Nội chiến và thời kỳ trước chiến tranh
Ivan Maslennikov sinh ra tại một trạm xe lửa ở nơi mà ngày nay thuộc Saratov Oblast. Ông tham gia lực lượng Cận vệ Đỏ ủng hộ Bolshevik vào năm 1917, từng chiến đấu gần Astrakhan. Ông phục vụ trong Hồng quân tại các mặt trận phía Nam trong suốt Nội chiến, thăng tiến đến vị trí chỉ huy lữ đoàn kỵ binh năm 1921. Xuất ngũ sau nội chiến, ông chấp nhận một vị trí chỉ huy thấp hơn, và năm 1928 được chuyển từ quân đội chính quy sang Bộ đội Biên phòng OGPU ở biên giới Trung Á - ban đầu chỉ huy một phân đội, sau đó là trung đoàn. Các đơn vị do Maslennikov chỉ huy từng đóng vai trò quan trọng trong việc nghiền nát các lãnh chúa basmachi còn lại - Utan Beck (tháng 10 năm 1928 - 1929), Ibrahim Beck (1931), Ahmet Beck (1933).
Năm 1935, đại tá Maslennikov tốt nghiệp Học viện quân sự Frunze và trong hai năm tiếp theo, phục vụ trong lực lượng Biên phòng Azerbaijan, sau đó được thăng cấp chỉ huy Bộ đội Biên phòng ở Belarus. Tháng 2 năm 1939, Lavrentiy Beria, người đứng đầu NKVD mới được bổ nhiệm, đã thăng Maslennikov lên chức vụ Phó ủy viên NKVD, kiểm soát lực lượng Biên phòng Liên Xô cũng như lực lượng Nội vụ. Theo Sergo Beria, sự lựa chọn được đưa ra dựa trên thực tế đơn giản rằng Maslennikov là một chỉ huy chiến đấu giàu kinh nghiệm. Mức độ chính xác của mối quan hệ của Maslennikov với Beria vẫn chưa được biết; một số tác giả hiện đại có xu hướng đưa Maslennikov vào "vòng tròn bên trong" của Beria (cùng với Bogdan Kobulov, Vladimir Dekanozov và những người khác) dựa trên bằng chứng tình huống (như tài liệu của Pavel Sudoplatov về cuộc gặp với Beria vào tháng 10 năm 1939); những người khác (Viktor Suvorov) xem ông như một tay sai của NKVD mặc dù ông có kinh nghiệm và được đào tạo chính thức trong quân đội chính quy.
Lực lượng Biên phòng của Maslennikov tham gia chiếm đóng Ba Lan vào tháng 9 năm 1939. Tháng 10 cùng năm, Maslennikov đã tham gia vào kế hoạch chiếm đóng các nước Baltic và trong ủy ban Đức-Xô về hồi hương công dân từ các nước Ba Lan và Baltic cũ. Theo báo cáo của Đức, Maslennikov công khai thừa nhận rằng Liên Xô "không cần người Ukraina và người Belarus giàu có, chỉ có giai cấp vô sản"; điều này, tình cờ, đã khiến người Đức cho rằng Liên Xô không quan tâm đến người Do Thái chút nào.

### 1941-1942: Những trận chiến mùa đông
Vào tháng 7 năm 1941, khi lực lượng biên phòng Liên Xô trên biên giới phía Tây đã bị nghiền nát bởi sự tấn công của Đức, trung tướng Maslennikov được chuyển sang vị trí chỉ huy Tập đoàn quân 29, vốn được tái tổ chức từ bộ khung với các nhân viên NKVD và được chuyển thuộc Phương diện quân Dự bị và sau đó là Phương diện quân Kalinin. Việc điều chuyển ông từ Moskva đến bộ chỉ huy ở Bologoe xảy ra vào ngày 4 tháng 7 (ngày mà Maslennikov phê chuẩn "Nghị định của tù nhân chiến tranh") hoặc ngày 6 tháng 7, khi, theo vị nguyên soái không quân tương lai Sergey Rudenko, khi ông đang kiểm tra các đơn vị. Mặc dù được bổ nhiệm làm chỉ huy quân đội, Maslennikov vẫn giữ vị trí một trong chín Phó ủy viên của NKVD.
Tập đoàn quân của ông lần đầu tiên đụng độ với cuộc tấn công của Đức vào ngày 21 tháng 7, bị đẩy lùi từ khu vực Toropetz đến Rzhev. Tại đây, nó kết hợp với tàn quân của Tập đoàn quân 31. Ngày 12 tháng 10, quân Đức đã bao vây Tập đoàn quân 29, nhưng nó đã tìm cách đột nhập vào bờ phía bắc của sông Volga. Theo Ivan Konev, Tư lệnh Phương diện quân Kalinin vào tháng 10 năm 1941, Maslennikov đã sử dụng ảnh hưởng của Beria để phá hoại các lệnh hành quân của Konev cho Tập đoàn quân 29; sự bất tuân của Maslennikov đã dẫn đến sự sụp đổ của Tver.
Ngày 5 tháng 12 năm 1941, Tập đoàn quân 29 của Maslennikov đã mở màn giai đoạn tấn công của trận Moskva, tấn công về phía Tây Nam từ Tver do Đức chiếm đóng. Tám ngày sau, các tập đoàn quân 29 và 31 đã đóng được túi quanh thành phố; và thắt lại hoàn toàn vào ngày 16 tháng 12. Tuy nhiên, vào đầu cuộc tấn công Maslennikov đột nhiên được miễn chức và được giao nhiệm vụ chỉ huy Tập đoàn quân 39 mới thành lập, tập trung ở khu vực Torzhok.
Tập đoàn quân 39 tuy thiếu các đơn vị thiết giáp nhưng được biên chế tốt theo tiêu chuẩn của Liên Xô; nó có 6 sư đoàn bộ binh, với trung bình hơn 9.000 người cho mỗi sư đoàn. Ngày 7 tháng 1 năm 1942, Tập đoàn quân 39 trở thành mũi nhọn phía bắc của cuộc tấn công mùa đông 1941-1942, xuyên qua chiến tuyến mỏng manh của Đức ở khu vực Torzhok và tiến về phía tây nam đến Rzhev - Sychevka, nghiền nát Tập đoàn quân 9 của Đức. Tập đoàn quân 29 và 31 (đơn vị cũ của Maslennikov), sau thành công ban đầu của Tập đoàn quân 39, chịu trách nhiệm chiếm Rzhev, bao vây Cụm tậm đoàn quân Trung tâm Đức. Tuy nhiên, gọng kìm của Liên Xô đã thất bại trong khi Walter Model tìm cách khôi phục chiến tuyến của Đức. Trong nửa năm, Tập đoàn quân 39 hoạt động sâu trong hậu phương Đức, dựa vào chiến thuật du kích. Tháng 2 năm 1942, quân Đức tiêu diệt Tập đoàn quân 29; Chiến dịch Seydlitz, được phát động vào ngày 30 tháng 6, dẫn đến sự cô lập hoàn toàn và chia cắt Tập đoàn quân 39. Đến ngày 17 tháng 7, quân số Tập đoàn quân đã giảm xuống còn 8.000 người; đêm hôm sau Maslennikov và bộ chỉ huy của ông, được hướng dẫn bởi Stavka, đã được di chuyển ra khỏi túi trong các máy bay Po-2. Trong tuần tiếp theo, 3.500 binh sĩ của Tập đoàn quân 39 đã đột phá và nhập về được vào lực lượng chính của Liên Xô; phần còn lại bị xóa sổ.

### 1942-1943: Trận chiến Kavkaz
Cũng trong tháng 7 năm 1942, ngay sau khi được đưa thoát khỏi túi Rzhev, Maslennikov được điều động xuống miền Nam, lãnh đạo cuộc phòng thủ tạm thời trên hướng các đơn vị Đức do Evald von Kleist chỉ huy tiến về phía Kavkaz. Việc bổ nhiệm này thường được cho là có liên quan đến Beria, tuy nhiên, các nghiên cứu gần đây khẳng định rằng nó thực sự được quản lý bởi Georgy Malenkov, hoạt động tách biệt với Beria, ít nhất là trong giai đoạn mở đầu của trận chiến.
Cụm tác chiến phía Bắc của Maslennikov phụ trách bảo vệ Thung lũng Terek và Đường quân sự Gruzia, được biên chế với các tập đoàn quân 9, 37 và 44. Tuy nhiên, các đơn vị này đã bị cạn kiệt nghiêm trọng về nhân lực và đạn dược; khi gặp một cuộc tấn công của Đức vào giữa tháng 8, Sư đoàn súng trường 417 chỉ còn có 500 người có thể chiến đấu. Sau đó, cụm được tăng cường với 100 xe tăng, dành cho việc phòng thủ của Baku, và là nơi đầu tiên nhận được các kính ngắm hồng ngoại thử nghiệm và súng bắn tỉa giảm thanh,. Tuy nhiên, tình trạng thiếu nhân lực vẫn tồn tại vào năm 1943. Với sự cho phép bởi Stalin, Maslennikov đã để cho Tập đoàn quân Panzer số 1 của Đức tiến vào thung lũng Terek và bảo vệ dầu lửa của Baku.
Ngày 4 tháng 1 năm 1943, Stalin đã thay đổi nhiệm vụ Cụm tác chiến phía Bắc của Maslennikov từ phản công sang bao vây quân Đức, hy vọng rằng một cuộc chiến tranh tĩnh sẽ trì hoãn việc Đức rút khỏi Kavkaz và dẫn họ vào thế bị bao vây và hủy diệt. Stalin khiển trách Maslennikov và Ivan Petrov (chỉ huy của Cụm tác chiến Biển Đen) cho việc "không hiểu này", và ba ngày sau đó, đã ra lệnh tấn công không thực tế để hao phí quân lực dẫn đến mất kiểm soát và mở lại hy vọng cho quân Đức. Maslennikov tập hợp lại lực lượng của mình để thực hiện một cuộc tấn công duy nhất tại Armavir. Cuối cùng, Kleist đã thoát khỏi cái bẫy nhưng không cản được bước tiến của Maslennikov. Ngày 22 tháng 1, lực lượng của ông đã liên lạc với Phương diện quân Nam và tiếp cận ngã ba đường sắt ở Tikhoretsk. Từ thời điểm này, Cụm tác chiến phía Bắc được tổ chức thành Phương diện quân Bắc Kavkaz, vẫn do Maslennikov chỉ huy, chịu trách nhiệm chiến lược cắt đứt huyết mạch của Kleist ở Bataysk. Mục tiêu cuối cùng này không bao giờ thành hiện thực: Người Đức quyết liệt bảo vệ Bataisk, giành đủ thời gian để sơ tán Cụm tập đoàn quân A.

### 1944: Chiến đấu trên mặt trận Leningrad và các nước Baltic
Sự nghiệp của Maslennikov sau khi kết thúc Chiến dịch Kavkaz (tháng 5 năm 1943) khá sơ sài; trong sáu tháng, ông đã thay đổi bốn vị trí khác nhau (chỉ huy tập đoàn quân và phó Tư lệnh phương diện quân) cho đến khi giữ vị trí chỉ huy Tập đoàn quân 42 thuộc Phương diện quân Leningrad vào tháng 12 năm 1943; ông phục vụ tại mặt trận Baltic cho đến cuối năm 1944, chủ yếu là trong vai trò chỉ huy của Phương diện quân Pribaltic 3 (dưới tên giả Mironov ).
Nỗ lực đầu tiên của các tập đoàn quân 42 và 67 nhằm phá vỡ tuyến Panther-Wotan của Đức ở khu vực Leningrad (tháng 2, tháng 3 năm 1944) đã thất bại; Stavka tập trung lực lượng cho lần thử thứ hai dưới sự chỉ huy của bộ Tư lệnh Phương diện quân Pribaltic 3 mới thành lập. Ngày 17 tháng 7, phương diện quân đã phát động một cuộc tấn công toàn diện chống lại Cụm tập đoàn quân Bắc, từ một khu vực tập trung gần hồ Peipus đến Pskov và xa hơn về phía tây. Sau một tuần chiến đấu, người Đức đã bỏ lại Pskov; phía bắc từ hồ Peipus, lực lượng của tướng Leonid Govorov đã chiếm được Narva. Với quân công trong chiến dịch này, Maslennikov được thăng hàm Đại tướng.
Ngày 10 tháng 8, lực lượng của Maslennikov đã phá vỡ Phòng tuyến Marienburg, chiếm Võru vào ngày 13 tháng 8. Sau đó, phương diện quân đã dừng lại trước Valga và Tartu. Nó tập trung lực lượng để cắt đứt lực lượng Đức ở Latvia từ lục địa. Ngày 24 tháng 8, cụm thiết giáp của von Strachwitz đã cố gắng phản công nhưng thất bại; ngày hôm sau, lực lượng của Maslennikov đã chiếm được Tartu. Ngày 15 tháng 9, phương diện quân đã phát động một cuộc tấn công vào thành phố Riga, nếu thành công, có thể cô lập Cụm tập đoàn quân Bắc. Tuy nhiên, việc kháng cự của Đức đã trì hoãn việc giải phóng thành phố Riga cho đến ngày 15 tháng 10; Tập đoàn quân 18 của Đức đã thoát khỏi vòng vây. Ngày hôm sau, Phương diện quân Pribaltic 3 bị giải thể.

### 1945: Mãn Châu
Vai trò của Maslennikov trong các chiến dịch tại Mãn Châu vẫn chưa được nghiên cứu kỹ. Chính thức, ông là phó Tư lệnh thứ nhất của Aleksandr Vasilevsky, tổng Tư lệnh các lực lượng Viễn Đông; Chiến dịch đã mang lại cho Maslennikov ngôi sao Anh hùng Liên Xô. Tuy nhiên, hồi ký của Vasilevsky về hoạt động tại Mãn Châu thậm chí không đề cập đến tên của Maslennikov (không giống như tài liệu của ông năm 1944); thêm vào đó, sự hiện diện tại mặt trận Mãn Châu của một tướng lĩnh khác cùng họ, Thiếu tướng Fyodor Maslennikov, Tham mưu trưởng Tập đoàn quân Cờ đỏ 1, cũng dễ gây ra sự nhầm lẫn.

### Các nhận định
Chỉ huy lực lượng không quân Liên Xô tương lai Konstantin Vershinin mô tả phong cách cá nhân của Maslennikov trong thời kỳ này là "cứng rắn, đôi khi tàn nhẫn". Trung tướng Bychevsky mô tả Maslennikov vào năm 1944 là một người dễ lo lắng, không khoan dung, ảm đạm, đưa ra những quyết định không chính thống và thiếu căn cứ.
Tướng Konkov, thuộc hạ của ông trong túi Rzhev năm 1941-1942, đưa ra một lý giải ngược lại: "Tôi cảm thấy đồng cảm với anh ta từ cái nhìn đầu tiên. Với chiều cao dưới trung bình, anh ta giữ thái độ đồng đều với những người đàn ông xung quanh. Bây giờ hãy tưởng tượng nó như thế nào trong những ngày đó với kẻ thù trái, phải và phía sau, muốn nghiền nát chúng ta."
Theo Sergo Beria, Georgy Zhukov đã gièm pha Maslennikov như một "du kích, không phải là một chỉ huy quân đội" và đã phản đối một cách vô ích, để Lavrentiy Beria gỡ bỏ người bảo hộ của mình. Tuy nhiên, kinh nghiệm du kích và phản du kích thực tế của ông trong những năm 1930 là một kỹ năng thiết yếu ở vùng Kavkaz.
Chính Stalin vào tháng 7 năm 1944 đã đưa ra một nhận xét mơ hồ, lo ngại rằng Maslennikov có thể thất bại trong Chiến dịch Bagration: "Maslennikov là một chỉ huy trẻ với đội ngũ thuộc cấp trẻ và không đủ kinh nghiệm. Anh ta cần được củng cố bởi các xạ thủ và phi công giàu kinh nghiệm." - một tuyên bố đáng ngạc nhiên đưa ra sự liên quan cá nhân của Stalin với các hoạt động của Maslennikov vào năm 1941 và 1942.

### Sự nghiệp hậu chiến
Trong ba năm sau chiến tranh, Maslennikov vẫn ở trong quân đội, với tư cách là phó chỉ huy của các lực lượng Viễn Đông và chỉ huy của các quân khu ở Baku và Zakavkaz. Tháng 6 năm 1948, Maslennikov được gọi trở lại NKVD, sau đó đổi tên thành MGB và đảm nhận vị trí trước chiến tranh của ông là phó bộ trưởng MGB, chỉ huy lực lượng vũ trang của MGB. Chức năng chính xác và phạm vi trách nhiệm của ông thay đổi trong nhiều lần tổ chức lại hệ thống NKVD-MGB-MVD; vào tháng 2 năm 1951, chẳng hạn, vai trò của ông chỉ bị giảm xuống trong lực lượng Nội vụ; MVD mới không bao giờ tập trung nhiều đơn vị vũ trang như thời năm 1939.
Maslennikov vẫn giữ được vị trí của mình sau khi Lavrentiy Beria bị bắt (tháng 6 năm 1953) và bị hành quyết (tháng 12 năm 1953). Tuy nhiên, tháng 4 năm 1954, Maslennikov đã tự sát, rất có thể vì lo ngại việc đàn áp vì mối quan hệ lâu dài với Beria và NKVD nói chung. Theo Pavel Sudoplatov, người chứng kiến Maslennikov suy sụp vào tháng 7 năm 1953, Maslennikov đã phải chịu một cuộc thẩm vấn kéo dài về kế hoạch không tồn tại của Beria để chiếm quyền lực tuyệt đối khi sử dụng quân đội của Maslennikov. Vụ tự tử của ông gần một năm sau đó là một cú sốc ngay cả đối với những người hoạt động dày dạn kinh nghiệm như Sudoplatov.
Maslennikov không bao giờ bị truy tố chính thức (còn sống hoặc khi đã chết) cho bất kỳ hành vi sai trái nào. Trong khi tên của ông xuất hiện thường xuyên trong các cuốn sách của Liên Xô về Thế chiến thứ hai (hiếm khi đề cập đến quá khứ NKVD của ông), ông không bao giờ trở thành chủ đề của tiểu sử được nghiên cứu kỹ lưỡng.

## Giải thưởng
- Anh hùng Liên Xô (09/08/1945)
- Huân chương Lenin (26/11/1940; 12/13/1942; 02/21/1945; 09/08/1945)
- Huân chương Cờ đỏ (02/14/1936; 01/12/1942; 11/3/1944; 11/6/1947)
- Huân chương Suvorov hạng 1 (28/1/1943)
- Huân chương Kutuzov hạng 1 (21/2/1944; 29/11/1944)
- Huân chương Sao Đỏ (02/12/1941)

## Lược sử quân hàm
- Đại tá (20.07.1936);
- Lữ đoàn trưởng (комбриг) (03.12.1937);
- Sư đoàn trưởng (комдив) (09.03.1939);
- Quân đoàn trưởng (комкор) (14.03.1940);
- Trung tướng (04.06.1940);
- Thượng tướng (30.01.1943);
- Đại tướng (28.07.1944).